# Угорська окупація Карпатської України
Угорська окупація Карпатської України тривала від березня 1939 року до окупації Карпатської України Червоною Армією (осінь 1944 року). 29 червня 1945 року в Москві підписано договір, за яким Чехословаччина зобов'язувалася передати Радянському Союзу територію Карпатської України.

## Передумови
Сен-Жерменський договір від 10 вересня 1919 р. відносив Підкарпатську Русь до території русинів на південь від Карпат. Цим договором Підкарпатська Русь була включена до складу Чехословаччини, яка зобов'язалася створити на території південнокарпатських русинів (українців) у межах, визначених провідними державами, самоврядну одиницю, яка мала б мати найширше самоврядування, сумісне з єдністю Чехословацької держави, створити особливий Сойм і забезпечити всім жителям повний і повний захист їхнього життя та їхньої свободи.
За переписом 1924 року в Підкарпатській Русі проживало 62 % русинів, 17 % угорців, 14 % євреїв, 3,3 % чехів, 2,5 % румунів, 1 % німців.
11 жовтня 1938 року створено перший уряд автономної Підкарпатської України. За рішенням Віденського арбітражу від 2 листопада 1938 року Угорщина отримала південні області, включаючи Ужгород і Мукачево. Уряд на чолі з Августином Волошиним переїхав до Хуста. Протягом листопада 1938 р. близько 20 тис. осіб покинули Ужгород, Мукачево, Берегово з прилеглими на південь місцевостями і перебралися в Карпатську Україну.

## Угорське вторгнення
Раптовий заклик Гітлера 12 березня 1939 року заскочив угорців — напруга між Угорщиною та Чехословаччиною спала, а 14 березня мали відбутися остаточні переговори щодо остаточного курсу нових кордонів. Таким чином, тактичні приготування угорської армії мали ознаки поспіху, і частини, що рухалися на вихідні позиції, не залишилися поза увагою чехословацької армії. З трьох напрямків наступу угорське командування визначило пріоритетним середній — вже 14 березня о 6 годині ранку угорські підрозділи з Мукачева атакували Підмонастир і Підгоряни. Ціною значних втрат атакуючі витіснили загони чехословаків з позицій у напрямку Ракошина та Колчино й повільно просунулися долиною Латориці до Свалави, що розділило Карпатську Україну на дві частини. Контратака III./36. роти, а потім рішучий опір усього 1-го батальйону 36-го піхотного полку перед селом Чинадово зупинили просування угорців долиною Латориці. Після кількох невдалих атак угорців, вдень 15 березня 1939 року тут уклали замирення.
Ізольоване становище оборонної групи Східної Чехословаччини була ще складнішою, оскільки її учасники постали перед викликом повстання Карпатської Січі. Члени Карпатської Січі були місцевими добровольцями та галичанами, які втекли від польських переслідувань та отримали притулок на території Чехословаччини. Командування Січі тісно співпрацювало зі створеним німецьким консульством у Хусті, яке було прикриттям резидентури Абверу, та з берлінським центром Організації українських націоналістів. Вказівка до повстання, яке спалахнуло незадовго до угорського наступу 14 березня 1939 року рано вранці в Хусті, надійшла з центру ОУН, які сподівалися на підтримку української державності з боку Німеччини.
Чехословацькі прикордонники і вояки І./45. батальйону вжили різких дій проти січовиків і того ж ранку ліквідували повстання. Звіти поліцейських інформаторів та допити в'язнів повідомляли, що в разі успішного повстання українські націоналісти розпочали б масові розстріли чехів. Втрати під час боїв у Хусті становили двоє вбитих і десять поранених, на боці повстанців було близько 40 вбитих і 50 поранених.
Оскільки угорська армія не була готова до широкомасштабних наступальних дій і водночас побоювалася реакції сусідньої Румунії, вона розпочала наступ на третьому, східному напрямку на Хуст лише 15 березня о першій годині ночі, зробивши засідку на прикордонників. Після чотиригодинного бою ці групи відступили до Севлуша, де зайняли оборону разом з вояками II./45. батальйону. Приблизно о 8 годині ранку була здійснена контратака на Фанчик за підтримки штурмової машини «Севлуш», але її було відбито; один танк LT vz. 35 був уражений угорською протитанковою гарматою і згорів13. Близько 14 години чехословацькі частини почали відхід із Севлуша до Хусту, який залишила остання колона евакуації наступного дня після обіду. Оскільки шлях через Сваляву вже був перерізаний, відступ східної групи відбувався через Тачово та Мармароський Сигет. На шляху відступу до союзної Румунії відбулося кілька сутичок із січівиками, які намагалися захопити зброю.

## Угорський окупаційний режим у Карпатській Україні

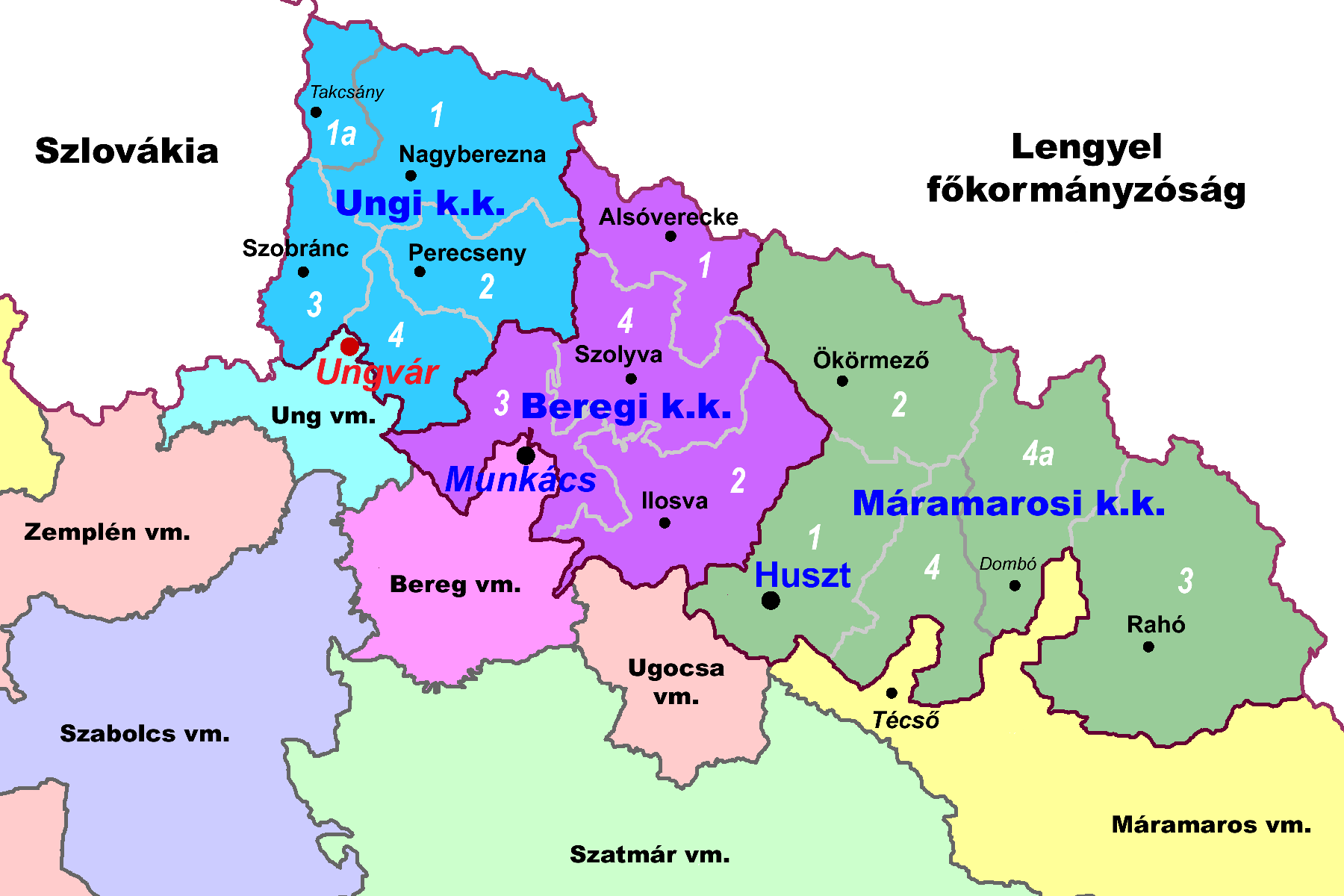
Адміністративно-територіальний поділ Карпатської території після Другого Віденського арбітражу

14 березня 1939 року угорська армія розпочала вторгнення до Карпатської України, внаслідок якого її окупувала. Карпатська Україна увійшла до складу Угорщини і залишалася в ній до приходу Червоної армії в 1944 році. Спочатку угорський уряд імітував автономію Карпатської України, але практика довела, що готується поступова мадяризація населення. Правовою підставою для переходу від військового до цивiльного управлiння стали закон «Про з'єднання Пiдкарпаторуської територiї з Угорською державою» і розпорядження прем'єр-мiнiстра «Про теперiшнє управлiння суспiльною справою на повернених землях Пiдкарпатської Русi» від 22 червня 1939 р.
З початку угорської окупації  Закарпаття тут кілька місяців діяла тимчасова військова адміністрація, територія поділена на військові округи. Закарпаттям керував військовий диктатор генерал Новакович. Військова влада була замінена цивільною зі створенням посади регентського комісара (липень 1939 р.). Тоді ж місцевість отримала назву «Підкарпатська територія» із центром в Ужгороді. Необмежений правитель — регентський комісар, голова угорської цивільної адміністрації на Закарпатті, був призначений особисто Горті. Усі адміністративні посади — бурмістра, нотаря, окружного старости — обіймали лише угорці або їхні прихильники. Для захисту угорського окупаційного режиму в регіоні існувало 163 жандармські управління.
Кордони «Підкарпатської території» не збігались з кордонами сучасного Закарпаття, внаслідок словацько-угорської війни до складу Ужанської жупи була прилучена територія округи Собранце, після Другого Віденського арбітражу зі складу Підкарпаття були виведені території з румунським населенням включно з селищем Тячево. В адміністративному плані «Підкарпатська територія» ділилася на три експозитури: Ужанську (осідок в м. Ужгород), Березьку (Мукачеве) та Марамороську (Хуст). Начальником Ужанської експозитури став доктор права Юлій Дюрич, Березької — доктор права Корнелій А. Бескид, а Марамороської — Бейла Рішко, а згодом доктор права Адальберт Дудинський. До Ужанської адміністративної експозитури належали: головне місто Підкарпатської території — Ужгород (староста — доктор права Емерих Пелчарський); округи — Ужгородський (головний окружний начальник — доктор права Олексій Бескид), Перечинський (доктор права Андрій Маргіттаї), Великоберезнянський (доктор права Калман Нодь) і Собранецький (доктор права Штефан Жофчак).
Березька еспозитура налічувала чотири округи: Мукачівський (головний окружний начальник — Симеон Грибовський), Свалявський (Стефан Медвідь), Іршавський (Євген Добош) та Нижньоверецький (Емануїл Рошкович, Омелян Касарда). У Марамороську експозитуру входили: Волівський (доктор права Андрій Дудич), Рахівський (доктор права Ернест Горзов), Тересвянський (доктор права Стефан Сабо, осідок у Тячеві) та Хустський округ, котрим керував сам начальник експозитури, а згодом доктор права Василь Ондреович, і експозитура окремого уряду в Дубовому (керівник — окружний начальник Бруно Сопко).
Нова влада негайно розпочала заходи проти неугорського населення, і сотні тисяч громадян у жорстокий спосіб стали жертвами угорського гноблення. Загалом, за угорськими даними, у березні — грудні 1939 р. жертвами репресій на Закарпатті стали 4,5 тис. осіб, які належали до українського національного та комуністичного руху. Голова Хустської евакуаційної комісії  В. Бірчак натомість надає інші цифри: 3-4 тис. осіб. Вважається, що найбільших смертей, утисків і переслідувань у Карпатській Україні зазнали січовики. За приблизними підрахунками кількість їх втрат становила 1—1,5 тис. осіб.
Вчені дослідили, що в тюрмах та концентраційних таборах, розташованих як на території Карпатської України, так і Угорщини, опинилося близько 10—12 тис. осіб.
За кордон емігрувало коло 40 тис. осіб, зокрема чеських та словацьких жителів регіону, а частина втекла до Галичини, звідки більшовики, у свою чергу, під тиском депортували їх до Сибіру. Понад 100 тисяч євреїв, більшість з яких загинули в концтаборах, не знайшли виходу перед своєю жорстокою смертю.
Угорці заборонили видання всіх українських періодичних видань та існування організацій, таким чином вони хотіли запровадити цілковиту мадяризацію на цій території, що найбільше проявилося в галузі освіти. Щоб здійснити свою мрію, вони почали впроваджувати перехідний (так званий русинофільський) варіант мадяризації, заснований на переконанні, що місцеве населення ототожнювалося з русинами, які багато століть мали дружні стосунки з угорцями. Головними дійовими особами цього типу мадяризації були урядові агенти Будапешта Андрій Бродій та Степан Фенцик, які зосереджувалися переважно на греко-католицькому духовенстві та християнах.
Угорська влада розорила українців не тільки політично, але й призвела до занепаду освіти та зусиль для економічного розвитку Закарпаття. Єдиним позитивним аспектом шестирічної окупації цієї території Угорщиною було те, що вона захистила її від нацистської навали, а також від спустошення, яке торкнулося значної частини решти України.

## Регентські комісари
- Жигмонд Перені: 28 червня 1939 — 12 вересня 1940
- Міклош Козма: 12 вересня 1940 — 5 січня 1942
- Вілмош Пал Томчані: 5 січня 1942 — 1 квітня 1944

У березні 1944 року у зв'язку з наближенням фронту влада була знову передана військовій адміністрації.
Урядовий комісар військової адміністрації Андраш Вінце: 1 квітня 1944 — 19 жовтня 1944